# Carlo Bonavia

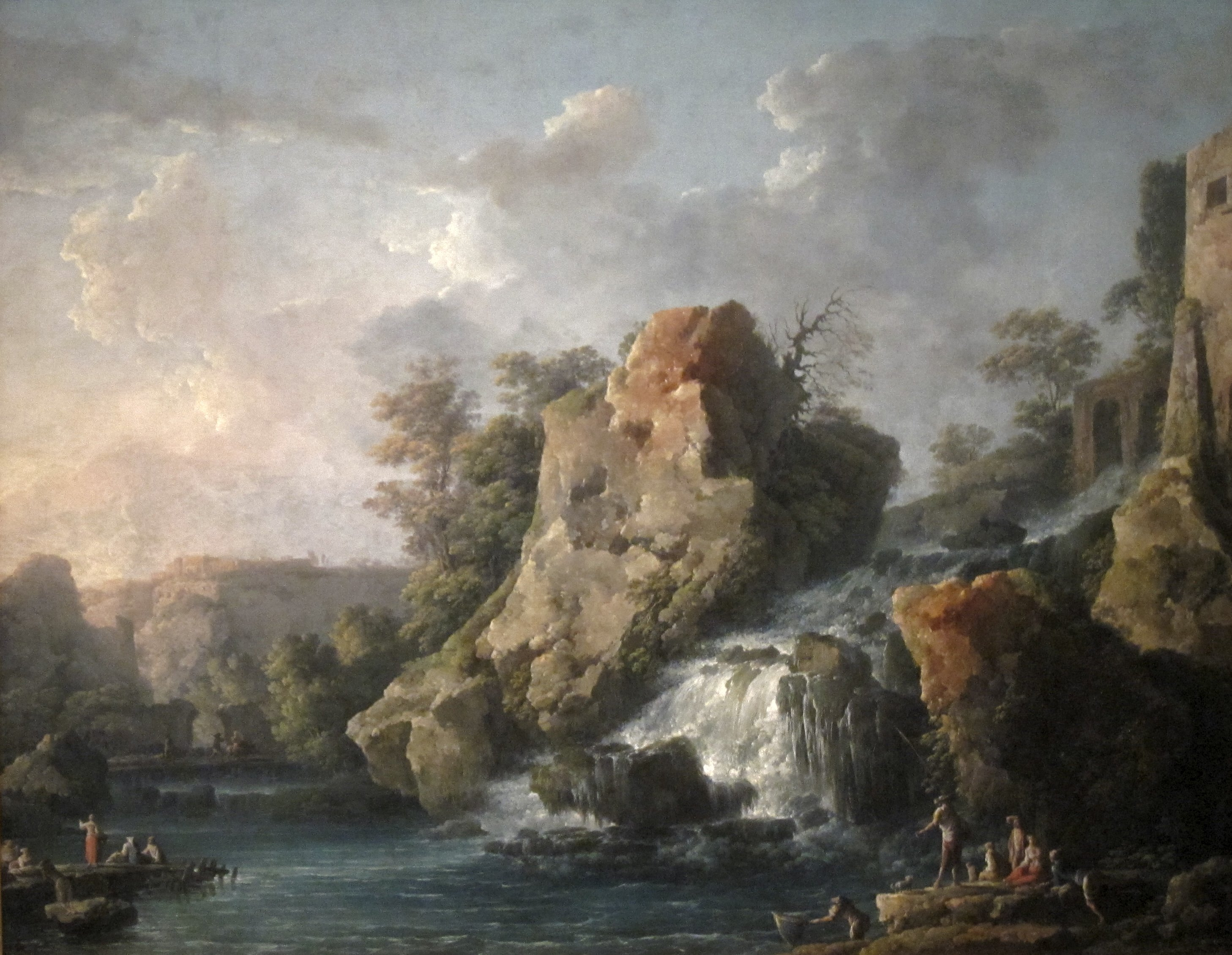
Carlo Bonavia, Cascata del Teverone vicino a Tivoli, dipinto ad olio, 1787, Honolulu Academy of Arts

Carlo Bonavia o Carlo Bonaria (Roma, 1730 – Napoli, dopo il 1788) è stato un pittore italiano.

## Biografia
Le scarse fonti a disposizione dicono che era originario di Roma, anche se lavorò soprattutto a Napoli dal 1754 al 1788. Fu uno dei più apprezzati allievi del pittore francese Claude Joseph Vernet.
Nel febbraio 1754 conobbe a Roma il conte Carlo Firmian, mentre si stava recando a Napoli per ricevere l'incarico di ministro plenipotenziario imperiale. Firmian gli chiede di raggiungerlo nella capitale partenopea per dipingere dalle finestre di casa sua. Si daterebbero a questo periodo i due oli su tela della Reggia di Caserta, attributi dallo storico dell'arte Maria Carmela Masi a Carlo Bonavia, uno dei quali raffigura proprio la Villa del conte Carlo Giuseppe Firmian a Posillipo (1756).

## Opere
I quadri di Bonavia, basati su una rigorosa fedeltà alla pittura en plein air del suo maestro, spaziano dai paesaggi della campagna laziale-campana alle marine ispirate alle coste del golfo di Napoli, fino alle vedute antiquarie dei Campi Flegrei. Come Vernet, egli realizzò anche dei capricci, nei quali le antichità reali furono inserite in ambientazioni immaginarie. Seguendo una moda alquanto radicata tra i viaggiatori del Grand Tour, Bonavia dipinse pure alcuni quadri raffiguranti l'eruzione del Vesuvio nel dicembre 1754. Tra i suoi mecenati e clienti ci furono il conte Carlo Giuseppe di Firmian, ambasciatore cesareo a Napoli dal 1754 al 1758, il nobile inglese John Brudenell Montagu, più noto come Lord Brudenell, il conte austriaco Ernst Guido Harrach e il medico lorenese Alexandre-Louis de Laugier. Bonavia ebbe una carriera di notevole successo e venne lodato da Pietro Zani nella sua Enciclopedia metodica critico-ragionata delle belle arti (1820) come un raffinato pittore di vedute e di soggetti storici.
L'Accademia di San Luca di Roma, la Dulwich Picture Gallery di Londra, i Fine Arts Museums of San Francisco, la Honolulu Academy of Arts, il Metropolitan Museum of Art di New York, il Museo di Capodimonte di Napoli, la Reggia di Caserta, il Palazzo Reale di Napoli, il Museu de Évora (Portogallo),  la collezione Harrach a Rohrau (Austria), le collezioni Stourhead nello Wiltshire e Beaulieu nello Hampshire (Gran Bretagna) sono alcune delle raccolte pubbliche e private più importanti che conservano dipinti di Bonavia.

## Galleria d'immagini

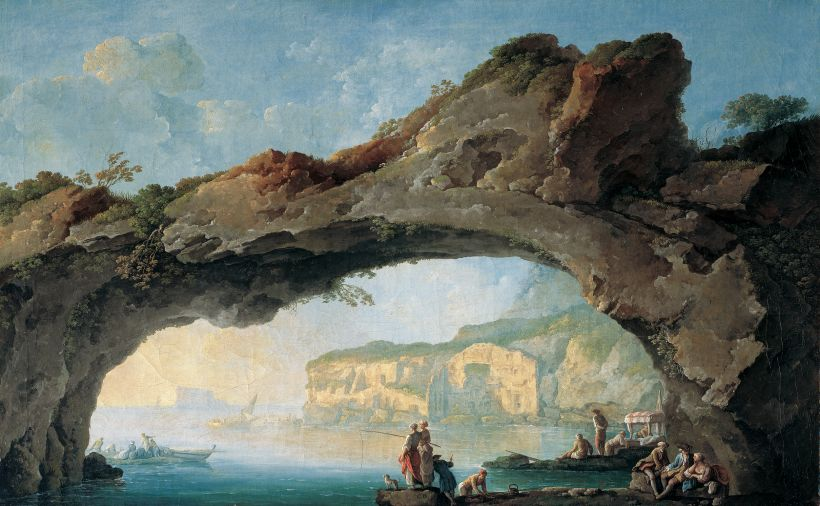
Arco naturale sulla costa di Posillipo, 1755 (Schloss Rohrau, collezione Harrach)
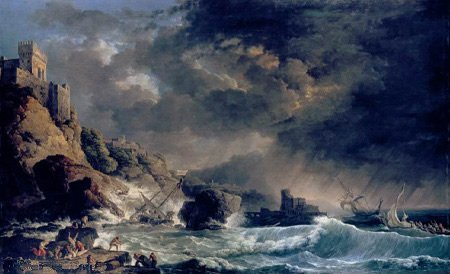
Naufragio su una costa rocciosa, 1757 (Gran Bretagna, collezione privata)
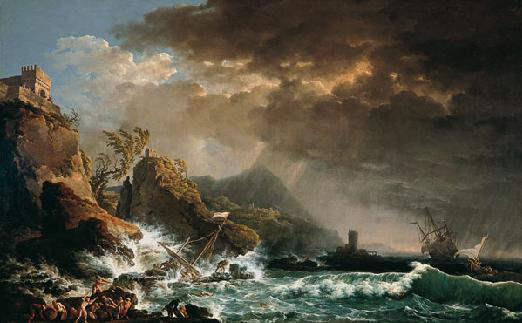
Naufragio su una costa rocciosa, 1757 (Madrid, Colección Fundación Banco Santander)
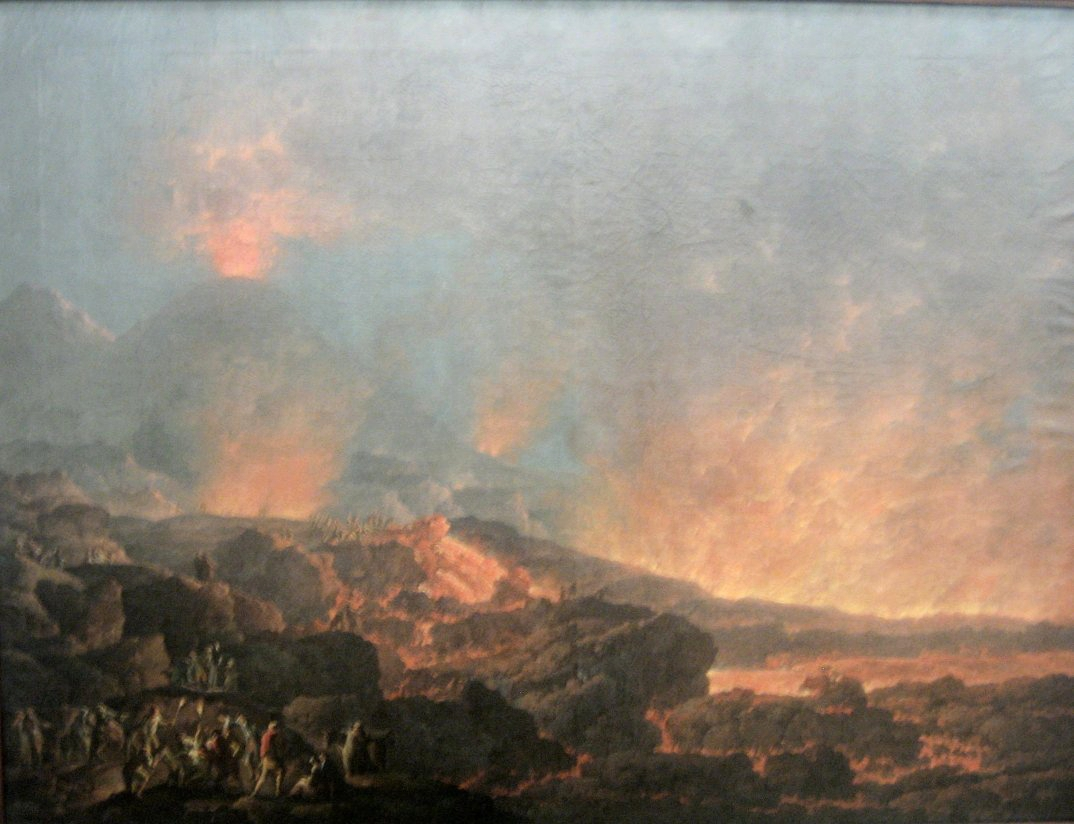
Eruzione del Vesuvio, 1758 (Museu de Évora)
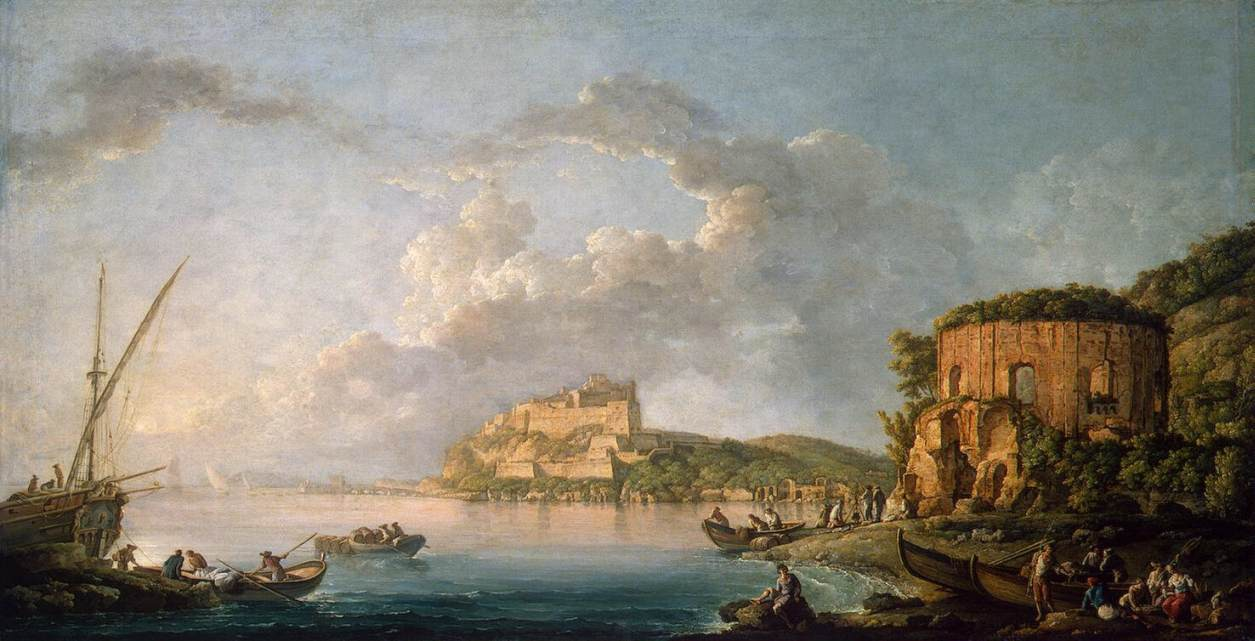
La baia di Baia con il Castello Aragonese e il Tempio di Venere, 1758 (San Pietroburgo, Museo dell'Ermitage)
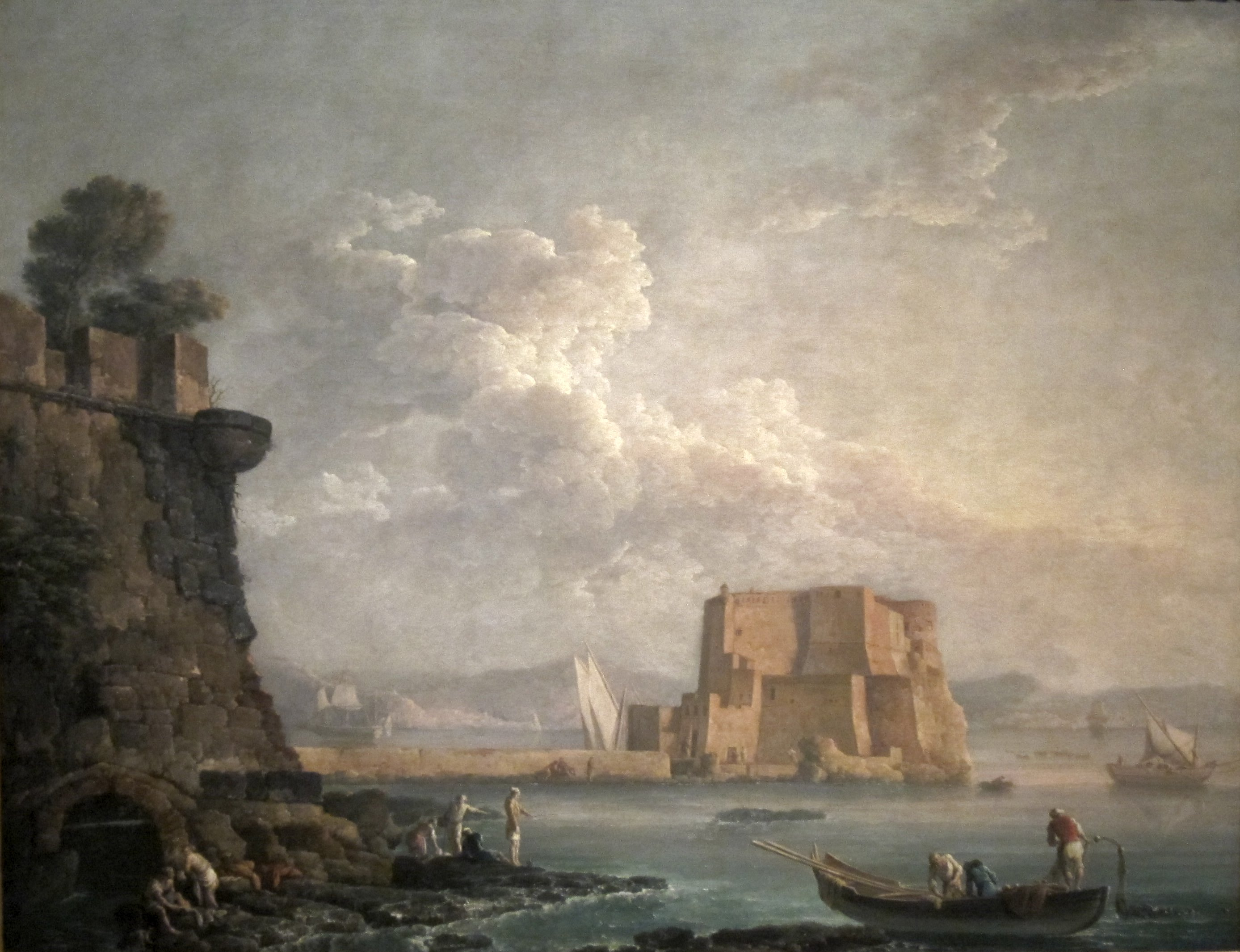
Castel dell'Ovo a Napoli, 1788 (Honolulu Academy of Arts)